# Chiến khu Lê Hồng Phong
Chiến khu Lê Hồng Phong còn gọi tắt là Chiến khu Lê hay mật khu Lê Hồng Phong là 
một căn cứ kháng chiến do lực lượng kháng chiến chống Pháp thành lập khoảng năm 1951, nằm trên các xã ven biển thuộc địa bàn huyện Hàm Thuận Bắc và Bắc Bình, Bình Thuận ngày nay.
Địa hình của Chiến khu Lê Hồng Phong rất hiểm trở, cây rừng rậm rạp với nhiều loại cây leo chằng chịt, lợi thế trong việc ẩn giấu, trú quân nhưng di chuyển khó khăn, có nhiều thú dữ và thiếu nước. Vào mùa khô mỗi cán bộ, chiến sĩ trong một ngày chỉ được sử dụng nửa lít nước
Sau chiến tranh hai xã Hồng Thái và Hòa Thắng  đã được Nhà nước Việt Nam tuyên dương Anh hùng lực lượng vũ trang. 

## Đặc sản
Dông là một loài bò sát di chuyển nhanh, lẩn trốn lẹ ở đồi cát, có nhiều ở Chiến khu Lê Hồng Phong. Thịt dông thơm, mềm và có vị ngòn ngọt, gần giống như thịt gà nên còn được gọi là "gà đất". Dông được chế biến thành món nướng, bằm xúc bánh tráng, kho nước dừa, bánh xèo dông hay gỏi dông, canh chua lá me. 